# Somianka-Parcele
Somianka-Parcele – dawna wieś w Polsce położona w województwie mazowieckim, w powiecie wyszkowskim, w gminie Somianka.
W latach 1975–1998 miejscowość administracyjnie należała do województwa ostrołęckiego.
Nazwę zniesiono w 2023 r. włączając dotychczasową wieś do wsi Somianka.